# Suzuki LC10
Suzuki LC10 — трёхцилиндровый двухтактный двигатель, выпускавшийся с 1960-х по 1970-е годы японской компанией Suzuki Motor Corporation.

## LC10

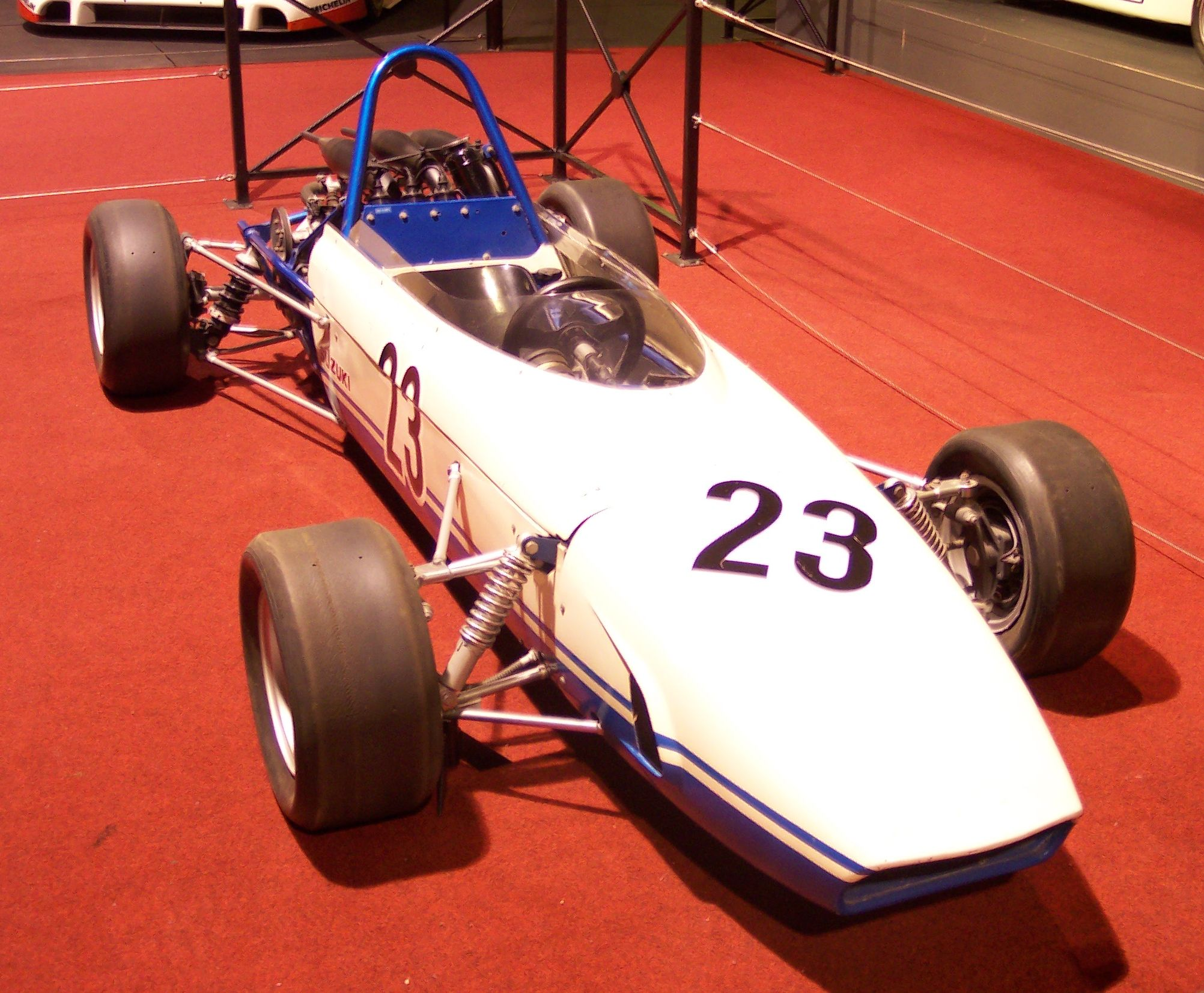
1969 Nialco RQ с двигателем Suzuki LC10

Двигатель LC10, впервые представленный в 1967 году на Suzuki Fronte 360, оснащён тремя карбюраторами Mikuni VM. Охлаждение — воздушное. Рабочий объём составлял 356 см3, диаметр цилиндра и ход поршня — 52 мм × 56 мм, мощность — 18,4 кВт (25 л. с.). Чуть позже была представлена версия SS мощностью 26,5 кВт (36 л. с.). В моделях Fronte Van, Estate и Custom применялась версия с одним карбюратором. Степень сжатия — 6,8:1, мощность — 18,4 кВт (25 л. с.). В 1971 году двигатель LC10 получил самосмазывающуюся систему «CCIS» (Cylinder Crank Injection и Selmix).
В 1969 году японский производитель гоночных автомобилей Nialco выпустил модель RQ, в которой применялся двигатель LC10 с тремя карбюраторами.

### Применения
- 1967.04—1970.11 Suzuki Fronte 360[4][5]
- 1970.11—1973.07 Suzuki Fronte LC10 II («Sting Ray» Fronte)
- 1969.01—1972.03 Suzuki Fronte Van/Estate/Custom LS10/11, 18,4 кВт (25 л. с.)
- 1970.08—1971 Suzuki Fronte Hi-Custom LS11, 22,1 кВт (30 л. с.)

## LC10W

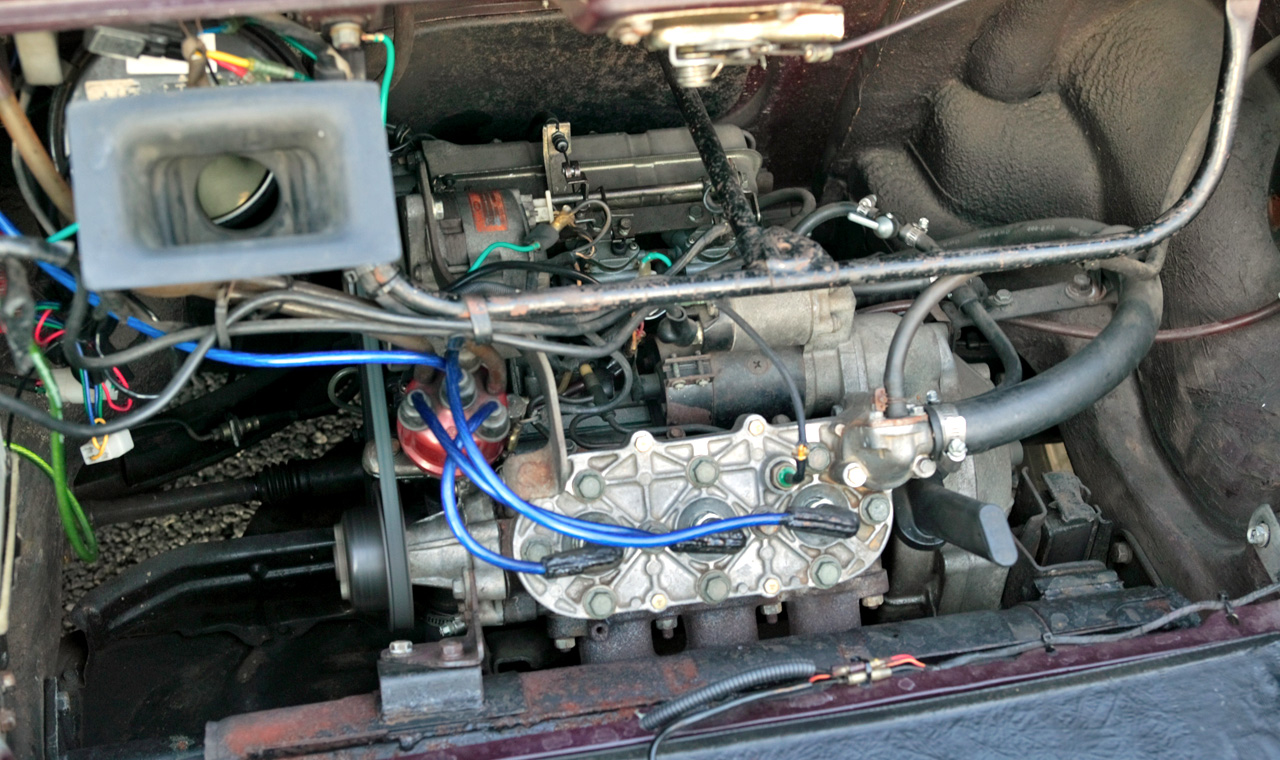
Двигатель LC10W в моторном отсеке Fronte Coupé

Двигатель LC10W был представлен в мае 1971 года. Охлаждение — водяное. До 1973 года двигатель LC10W выпускался параллельно с двигателями LC10 и LC50.
С 1973 года двигатели LC10W оснащены системой SRIS (Suzuki Recycle Injection System), предназначенной для снижения видимого дыма из выхлопных газов путём сбора и сжигания остатков масла/газа, лежащих на дне кривошипных камер. В целях сокращения выбросов CO, HC и NOx также была установлена система EPIC (Exhaust Port Iignition Cleaner).

### Применения
- 1971.05—1973.07 Suzuki Fronte LC10 W[7]
- 1971.09—1976 Suzuki Fronte Coupé
- 1973—1976.05 Suzuki Fronte LC20

## LC50
Двигатель LC50 с тремя карбюраторами был представлен в январе 1969 года. Диаметр цилиндра и ход поршня составляют 60 мм × 56 мм. Охлаждение — воздушное.
Для гоночных автомобилей также была разработана версия с водяным охлаждением. Объём — 475 см3, мощность — 44,1 кВт (60 л. с.) при 9000 об/мин.

### Применения
- 1969.01—1970 Suzuki Fronte 500[9]
- 1970—1973.07 Suzuki Fronte 500/LC50 («Sting Ray»)

## T4A
Объём двигателя T4A с водяным охлаждением составляет 443 см3, ход поршня — 56 мм.

### Применения
- 1976.05—1977.10 Suzuki Fronte 7-S SS10/SS12